# Online streamer

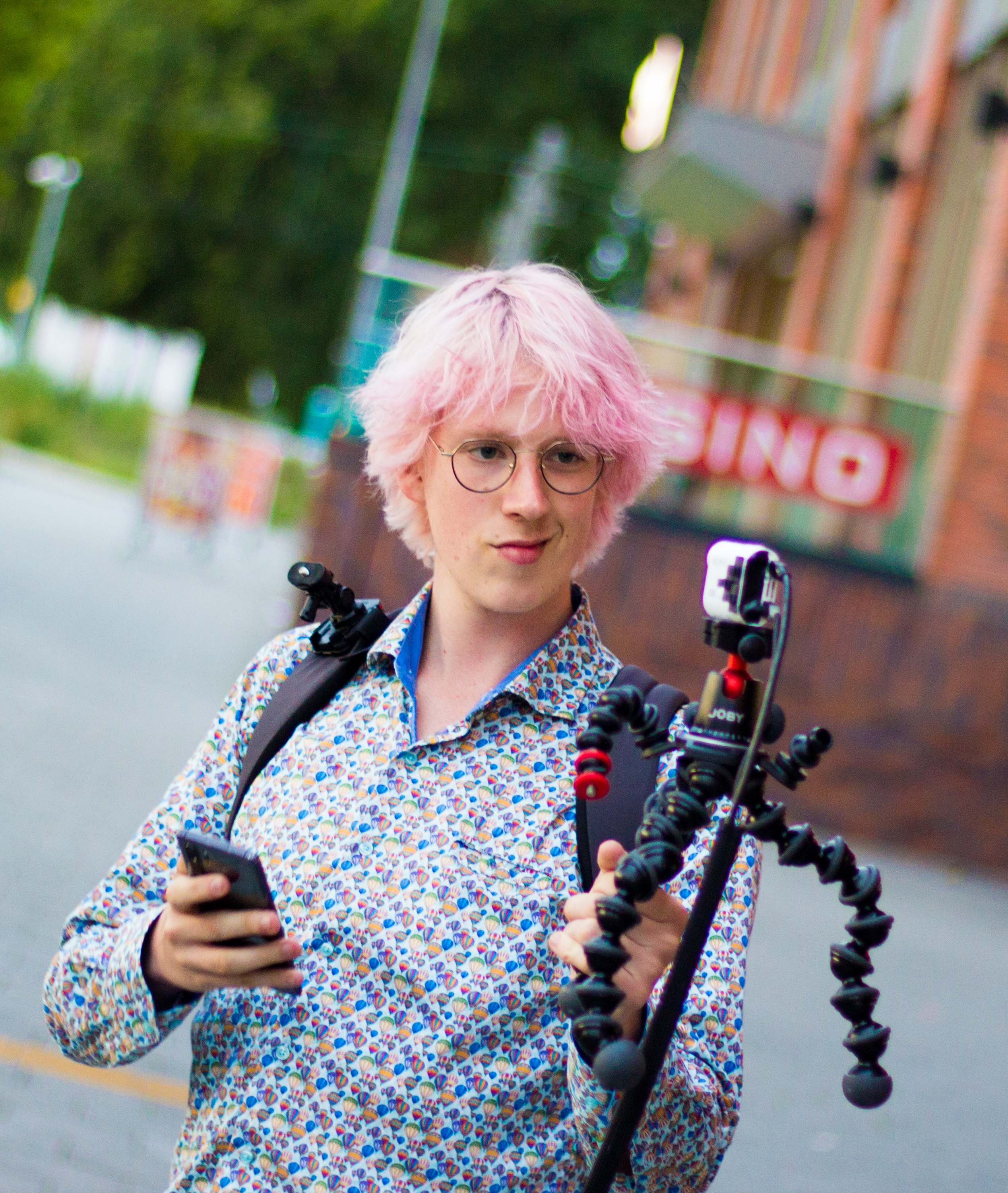
Online streamer Rick Broers s nahrávacím zařízením

Online streamer nebo live streamer je osoba, která vysílá online prostřednictvím živého vysílání nebo předem nahraného videa. Mezi žánry patří hraní videoher, výukové programy nebo samostatné chaty.

## Historie
Streamování vzniklo na začátku roku 2010 na stránkách jako YouTube, kam mohli uživatelé nahrávat svá videa ve formě vlogů nebo Let's Plays. I když veškerý obsah nebyl živě vysílaný, uživatelé si mohli získat značné publikum a vydělávat na svém obsahu. Další weby, jako je Twitch, tuto popularitu ještě zvýšily. Vzhledem k milionům dolarů, které si streameři mohou vydělat, se streamování stalo životaschopnou kariérní možností pro jedince, kteří mají osobnost nebo dovednosti.

## Varianty

### Videohry
Let's Playeři jsou od počátku živého vysílání zdaleka nejoblíbenějšími streamery. Dnes se většina streamerů živí hraním Let's Plays, živým speedrunem a průchody videohrami. Největšími streamery videoher jsou PewDiePie a Ninja, kteří jen díky streamování vydělávají miliony dolarů ročně.

### IRL streamy
Většina profesionálních streamerů a streamerek na částečný úvazek hraje videohry, ale mnozí z nich často vysílají streamy IRL (v reálném životě), kde vysílají svůj každodenní život. Zpočátku mnoho streamovacích webů zakazovalo nehráčské živé přenosy, protože se domnívali, že by to poškodilo kvalitu obsahu na jejich stránkách, ale poptávka po nehráčském obsahu rostla. Témata zahrnují odpovědi na otázky před počítačem, přenosy z telefonu při procházce venku nebo dokonce výukové programy. IRL streamy jsou alternativou pro diváky, kteří nemusí nutně hrát videohry.

### Pornografické streamy
Pornografické streamy jsou způsobem, jak přímo komunikovat s pornohvězdami. „Camgirls“ vysílají nahé nebo provádějí sexuální akty často na vyžádání diváků. Stránky jako Plexstorm si vytvořily mezeru tím, že streamují videohráče, kteří předvádějí nebo ukazují sexuální obsah včetně pornografických her.

## Asie
Asie se stala velkým trhem, zejména v Jižní Koreji a Číně.

### Broadcast jockey
V Jižní Koreji se streamer nazývá broadcast jockey nebo BJ. Broadcast jockeyové se v Koreji v průběhu let stali populárními mimo jiné díky tomu, že mnozí z nich jsou divákům bližší než některé celebrity a stali se natolik slavnými, že mohli vystupovat v televizních pořadech. I když je běžné, že se broadcast jockey stávají národní hvězdy, v poslední době se zvyšuje počet slavných korejských idolů a celebrit, kteří se stávají broadcast jockey buď jako doplněk své kariéry, nebo na plný úvazek, protože si vysíláním vydělají více peněz než hraním nebo zpíváním. Počet slavných hvězd, které se staly broadcast jockey na plný úvazek, převýšil počet částečných úvazků, protože mnozí dávají přednost svobodě před profesionálními nabídkami. Své streamovací kanály mají i politici. Mezi korejské weby patří AfreecaTV, Naver TV a KakaoTV vedle světových streamovacích webů, jako jsou Twitch, YouTube, Mixer, Periscope a Bigo Live.

### Meok-bang
Meok-bang vznikl v Jižní Koreji jako živé vysílání jezení jídla. Celosvětové stránky, jako je Twitch, nabízejí „Social Eating“.

### Čína
Čína se stala největším trhem pro živé vysílání. Velké množství streamerů vydělává 10 000 až 100 000 dolarů měsíčně, aniž by museli mít na internetu velké jméno. Je to dáno velkým počtem obyvatel a všudypřítomností chytrých telefonů, na kterých mnoho čínských občanů preferuje konzumaci zábavy. Trh s živým vysíláním vzrostl v roce 2016 o 180 % a od té doby roste ještě více. Čínské streamovací stránky mohou být omezeny na čínský obsah a publikum kvůli přísným internetovým pravidlům v zemi a obtížné spolupráci s Komunistickou stranou Číny. Mnozí čínští streameři mají v průměru 100 000 diváků na jeden stream a vydělávají 29 000 dolarů měsíčně jen díky spolupráci s agenturou.